# Leechbook de Bald

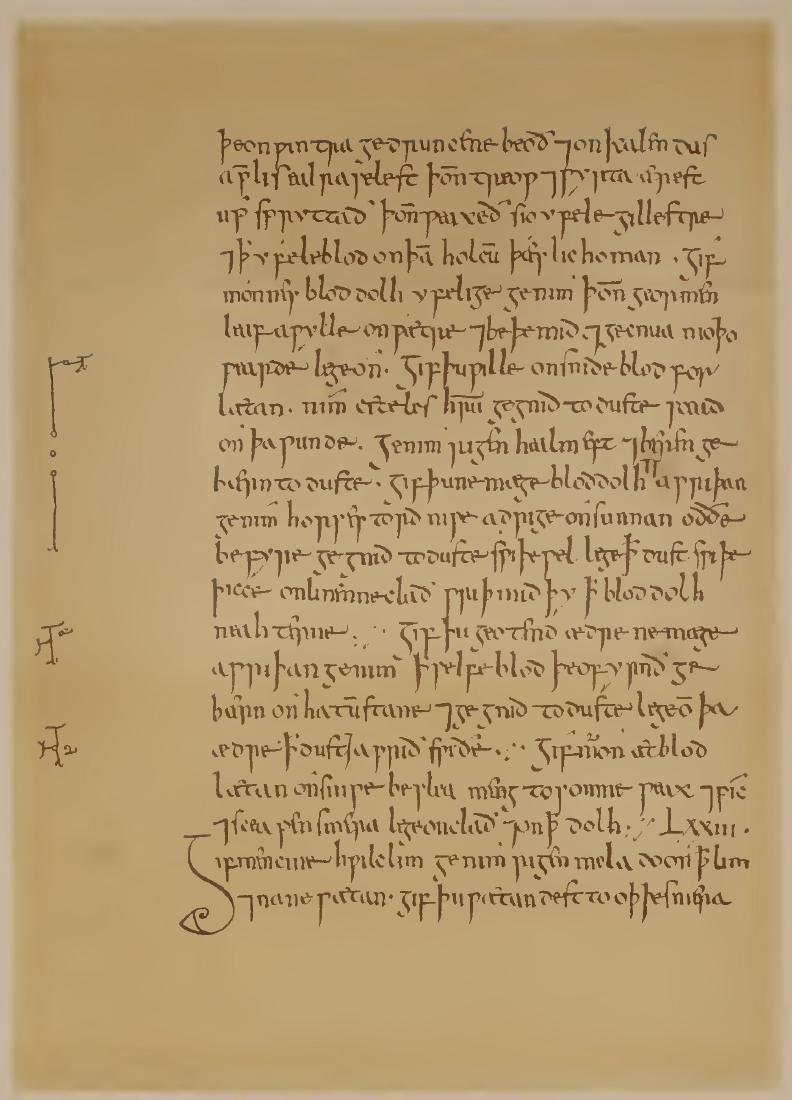
Une page du Læceboc.

Le Leechbook de Bald est un livre de médecine en vieil anglais compilé vers la fin du IXe ou le début du Xe siècle.

## Manuscrit
Le seul manuscrit existant du Leechbook de Bald est conservé à la British Library de Londres sous la cote Royal 12, D xvii. « Bald » est le nom de l'homme sur l'ordre duquel a été compilé ce læceboc, ou « livre de remèdes ». Les principales sources sont Galien, Philagrios d'Épire, Antyllus et Soranos d'Éphèse. Bien que le manuscrit date du milieu du Xe siècle, la compilation originale remonte vraisemblablement au règne d'Alfred le Grand (871-899) et à ses contacts avec le patriarche de Jérusalem Élie III.
Après le colophon, on trouve (folios 109–127v) un Leechbook III, une collection de 73 remèdes d'une autre origine.
Le livre se trouvait d'abord à la bibliothèque de l'abbaye de Glastonbury. Il parvint, on ne sait comment, dans la bibliothèque royale, aujourd'hui intégrée à la British Library.

## Exemples de remèdes
- Engelures : mélange d'œufs, de vin et de racine de fenouil.
- Mal aux pieds : pilonner du sureau noir, du plantain et de l'armoise ; appliquer aux pieds et les lier[4]
- Maux de tête : tige de gaillet croisette qui entoure la tête avec un mouchoir rouge.
- Virilité : le thé des bois, bouilli dans du lait, pourrait exciter un homme insuffisamment viril ; bouilli dans de la bière galloise, il aurait l'effet inverse.
- Zona : une recette pour le traitement du zona contient des composants provenant de quinze arbres différents, dont le pommier, le saule, le frêne et le chêne[5].

## Recherches récentes
En mars 2015, une pommade du Leechbook qui compte notamment du poireau, du vin, de l'oignon et de la bile d'estomac de vache, a été testée in vitro et (au Texas) in vivo comme un agent potentiel contre le SARM, le Staphylococcus aureus résistant à la méticilline,.
Les chercheurs ont eu la surprise de constater que « l'onguent détruit 999 bactéries sur 1 000, soit mieux qu'un antibiotique classique. Forts de leur succès, les scientifiques ont appliqué le cataplasme sur des souris infectées : il a éliminé 90 % des staphylocoques présents sur les plaies des rongeurs ». Pris individuellement, les ingrédients ne fonctionnent pas.
Les chercheurs supposent que, la pommade reposant dans une cuve en cuivre pendant dix jours, cela provoque une série de nouvelles réactions chimiques. Le cuivre est en effet connu pour ses propriétés bactéricides.
Déjà en 2005 on avait mené des recherches sur ce remède, mais sans succès. Michael Drout, qui a participé à la recherche de 2005 salue les nouveaux résultats dans son blog.

### Éditions du texte
- (en) Oswald Cockayne (éd. et trad.), Leechdoms, Wortcunning, and Starcraft of Early England, vol. 2, Londres, 1865 (lire en ligne).
- Günther Leonhardi, Kleinere angelsächsische Denkmäler I, Kassel, 1905 (Bibliothek der angelsächsischen Prosa, 6)
- E. Pettit, Anglo-Saxon Remedies, Charms, and Prayers from British Library MS Harley 585 : The ‘Lacnunga’, 2 vol., Lewiston et Lampeter, Edwin Mellen Press, 2001Édition, avec traduction et commentaire, d'un traité médical anglo-saxon où se trouvent des versions différentes des remèdes du Leechbook de Bald.
- C. E. Wright (dir.), Bald's Leechbook : British Museum Royal manuscript 12 D.xvii, Copenhague, Rosenkilde & Bagger, 1955 (Early English Manuscripts in Facsimile, 5)

### Études
- (en) Barbara Brennessel, Michael D. C. Drout et Robyn Gravel, « A Re-Assessment of the Efficacy of Anglo-Saxon Medicine », Anglo-Saxon England, vol. 34,‎ 2005, p. 183-195 (DOI 10.1017/S0263675105000086).
- (en) M. L. Cameron, Anglo-Saxon Medicine, Cambridge, Cambridge University Press, 1993, 224 p. (ISBN 978-0-521-03122-6, OCLC 26590030).
- Alban Gautier, « Entre cuisine, médecine et magie : l'historien de l’alimentation face à quelques textes anglo-saxons », Revue belge de philologie et d'histoire, vol. 93, no 2,‎ 2015, p. 287-302 (DOI 10.3406/rbph.2015.8836, lire en ligne).
- Harrison et al., A 1,000-Year-Old Antimicrobial Remedy with Antistaphylococcal Activity., août 2015 DOI 10.1128/mBio.01129-15
- (en) A. L. Meaney, « Variant Versions of Old English Medical Remedies and the Compilation of Bald's Leechbook », Anglo-Saxon England, vol. 13,‎ 1984, p. 235-268.
- (en) Richard Scott Nokes, « The Several Compilers of Bald's Leechbook », Anglo-Saxon England, vol. 33,‎ 2004, p. 51-76 (DOI 10.1017/S0263675104000031).